# Cichla
Cichla Bloch & J. G. Schneider, 1801 è un genere di pesci d'acqua dolce appartenente alla famiglia Cichlidae ed alla sottofamiglia Cichlinae.

## Tassonomia
Al momento nel genere sono riconosciute 15 specie:
- Cichla intermedia
- Cichla jariina
- Cichla kelberi
- Cichla melaniae
- Cichla mirianae
- Cichla monocolus
- Cichla nigromaculata
- Cichla ocellaris
- Cichla orinocensis
- Cichla pinima
- Cichla piquiti
- Cichla pleiozona
- Cichla temensis
- Cichla thyrorus
- Cichla vazzoleri